# Elaphoglossum ambiguum
Elaphoglossum ambiguum är en träjonväxtart som först beskrevs av Georg Heinrich Mettenius och H. Christ, och fick sitt nu gällande namn av Arthur Hugh Garfit Alston. Elaphoglossum ambiguum ingår i släktet Elaphoglossum och familjen Dryopteridaceae. Inga underarter finns listade.